# El ataque de los muertos sin ojos
El ataque de los muertos sin ojos (Brasil: O Retorno dos Mortos Vivos ) é um filme espanhol de 1973, do gênero horror, dirigido e roteirizado por Amando de Ossorio, música de Antón Garcia Abril.

## Sinopse
Os habitantes de uma pequena cidade tentam se defender e sobreviver quando sua festa anual é interrompida pelo repentino ataque de zumbis montados em cavalos, os mortos sem olhos.

## Elenco
- Tony Kendall ....... Jack Marlowe
- Fernando Sancho ....... Prefeito Duncan
- Esperanza Roy ....... Vivian
- Frank Braña ....... Howard
- José Canalejas ....... Murdo
- Loreta Tovar ....... Monica
- Ramón Lillo ....... Bert
- Lone Fleming ....... Amalia
- Maria Nuria ....... Nancy
- José Thelman ....... Juan
- Juan Cazalilla ....... Governador
- Betsabé Ruiz ....... Empregada do governador
- Marisol Delgado ....... Doncella
- Luis Barboo ....... Templário executado
- Francisco Sanz ....... Gerente da estação (como Paco Sanz)